# Aeropuerto de Rainbow Lake
El Aeropuerto de Rainbow Lake (del inglés: Rainbow Lake Airport) (IATA: YOP, OACI: CYOP) se encuentra adyacente al poblado de Rainbow Lake, Alberta.

## Aerolíneas y destinos
- Central Mountain Air
  - Edmonton / Aeropuerto Internacional de Edmonton